# Vladyslav Druzjtsjenko
Vladyslav Heorhijovitsj Druzjtsjenko (ukrainsk: Владислав Георгійович Дружченко; født 16. januar 1973 i Dnipropetrovsk) er en ukrainsk badmintonspiller. Han har ingen større internationale mesterskabs titler, men kvalificerede sig til VM i 2007 hvor han tabte i første runde mod Andrew Dabeka fra Canada. Han har i tillæg vundet 15 nationale titler. Druzjtsjenko var udtaget til at repræsentere Ukraine under Sommer-OL 2008, hvor han røg ud i første runde mod Ville Lång fra Finland. 